# National Library of Medicine
La National Library of Medicine (NLM), creata dal governo federale degli Stati Uniti d'America, è la più grande biblioteca medica del mondo. Le collezioni della NLM includono più di sette milioni di libri, periodici, rapporti tecnici, manoscritti, microfilm, fotografie e immagini sulla medicina e le scienze correlate, incluso alcune opere tra le più antiche e rare.
Fin dal 1879, la NLM ha pubblicato lʾIndex Medicus, una guida mensile agli articoli pubblicati in circa 5000 periodici selezionati. L'ultimo numero dellʾIndex Medicus è stato pubblicato nel dicembre 2004, ma queste informazioni continuano ad essere disponibili gratuitamente attraverso PubMed insieme a più di 15 milioni di riferimenti e sommari di articoli pubblicati dagli anni '60 e 1,5 milioni di riferimenti che risalgono agli anni '50.
La NLM gestisce inoltre il National Center for Biotechnology Information (NCBI) che raggruppa alcuni database biologici liberamente accessibili su Internet.
Il Toxicological and Environmental Health Program (TEHIP), creato dalla NLM nel 1967, ha l'incarico di raccogliere tramite database computerizzati i dati tossicologici e ambientali della letteratura medica e delle organizzazioni governative e non governative. Il TEHIP ha attivato diversi sistemi informativi sulle risposte alle emergenze chimiche e sulla educazione del pubblico, come ad esempio il Toxicological Data Network (TOXNET), Tox Town e lo Household Products Database. Queste risorse sono disponibili gratuitamente sul Web.
L'Extramural Programs Division fornisce sovvenzioni a supporto della ricerca nella scienza dell'informazione medica e a supporto della pianificazione e sviluppo di sistemi computerizzati nelle istituzioni mediche. Sono inoltre finanziate ricerche e pubblicazioni sulla storia della medicina e delle scienze della vita.

## Storia
La NLM venne fondata nel 1836 come biblioteca del Army Surgeon General's Office (Servizio di chirurgia generale dell'esercito). L'Istituto di Patologia delle Forze Armate e il suo museo medico furono istituiti nel 1862 come Army Medical Museum (Museo medico dell'esercito). Durante la loro storia la biblioteca e il museo condivisero spesso la stessa sede. Dal 1866 al 1887, furono ospitati nel Ford's Theatre dopo che la produzione venne interrotta a seguito dell'uccisione del presidente Abraham Lincoln.
Nel 1936 la Biblioteca venne trasferita dal Ministero della Difesa al 
Public Health Service (Servizio pubblico della salute) del Ministero della Salute, Educazione e Previdenza e rinominato National Library of Medicine (Biblioteca nazionale di medicina). La Biblioteca si trasferì dai suoi uffici di Bethesda, Maryland, negli edifici dei National Institutes of Health (Istituti nazionali di salute) nel 1962.